# Hamburg-Altona
Altona este sectorul cel mai vestic a orașului liber, hanseatic Hamburg. Azi sectorul are 247.931 de locuitori și de întinde pe o suprafață de 78,3 km2. Altona este integrat în anul 1938 în cadrul orașului Hamburg. Sectorul Altona se învecinează în sud și est cu sectorul Hamburg-Centru,  în est cu Hamburg-Eimsbüttel, iar în nord și vest cu landul Schleswig-Holstein și în vest cu landul Niedersachsen. Altona este străbătut în partea de sud-vest de fluviul Elba, care formează în apropiere o insulă de nisip nelocuită.

## Cartiere
In partea estică a sectorului Altona pe o suprafață de 9.400 - 11.300 km² sunt cartierele:
- Altona-Altstadt
- Altona-Nord
- Ottensen

De-a lungul Elbei pe o suprafață de 2.300 - 5.000 km² sunt cartierele:
- Bahrenfeld
- Groß Flottbek
- Iserbrook
- Lurup
- Osdorf

La vest de Elba pe o suprafață de 900 - 1.800 km² sunt cartierele:
- Blankenese
- Nienstedten
- Othmarschen
- Rissen
- Sülldorf